# Otakar Dadák
Otakar Dadák (16. prosince 1918, Brodek u Prostějova – 8. dubna 1992, Brno) byl český filmový a divadelní herec.

## Život
Pocházel z Brodku u Prostějova a roku 1941 úspěšně dokončil svá studia na konzervatoři v Brně. Měl krátké angažmá v brněnském Zemském divadle a poté ve Východočeském divadle v Pardubicích (1941–1945). Po skončení druhé světové války se opět vrátil do Brna, kde účinkoval pět sezón ve Svobodném divadle (dnešní Městské divadlo Brno). V roce 1950 nastoupil do Státního divadla v Brně, kde působil až do své penze (1970). Zde pro něj byla stěžejní práce s režisérem Milošem Hynštem, započatá koncem padesátých let dvacátého století.
Na filmovém plátně se poprvé objevil v budovatelském filmu Velká příležitost (1949) a svou filmovou pouť zakončil Menzlovým snímkem Kdo hledá zlaté dno (1974). Spolupracoval s rozhlasem, televizí a dabingem.
Má čtyři vnuky, Jaroslava, Otu, Jakuba a Matěje Dadáka, který je také herec.